# Фізичні процеси гірничого виробництва
Фізичні процеси гірничого виробництва — прикладна наук. дисципліна, яка охоплює дослідження фіз.-техн. властивостей гірських порід і фіз. процесів у них.
Мета Ф.п.г.в. — встановлення значень і закономірностей зміни параметрів, необхідних для розрахунку режимів роботи і продуктивності гірничого обладнання при проектуванні гірничих підприємств і плануванні їх робіт, при розробці нових методів впливу на гірські породи і нової технології гірничого виробництва, а також системи контролю складу, стану і поведінки г.п. у різних виробничих процесах.
До Ф.п.г.в. належать процеси взаємодії з гірськими породами інструментів, механізмів, аґреґатів або реаґентів. За технол. ознаками ці процеси поділяються на осушення, відтавання, руйнування вибухом, дроблення, подрібнення, зміцнення, підтримку гірничих виробок; переміщення і складування гірських порід, переробку і збагачення корисних копалин, контроль за властивостями, якістю, складом, будовою, станом і поведінкою порід при технол. процесах.
Дослідження фіз. процесів гірничого виробництва дозволяє встановлювати кількісні співвідношення між параметрами технологічного процесу і фіз.-техн. властивостями гірських порід.